# Ludwig Ankenbrand
Ludwig Richard Ankenbrand (* 21. April 1888 in Nürnberg; † 6. März 1971 in Sindelfingen) war ein deutscher freireligiöser Geistlicher, Schriftsteller und Journalist.

## Leben
Nach dem Abschluss des Realgymnasiums in Stuttgart veröffentlichte er bereits im Alter von 18 Jahren sein erstes Buch Tierschutz und moderne Weltanschauung (1906) und im Jahr darauf Darwins Leben und Lehre (1907, dritte Auflage schon 1908). Er war Tierschützer, Vegetarier und wurde Mitglied in dem auf Eduard Baltzer (1814–1887) basierenden und 1892 gegründeten Deutschen Vegetarier-Bundes. Des Weiteren setzte er sich für den Naturschutz ein. (Naturschutz und Naturschutz-Parke (1911)) Zusammen mit seiner Frau Lisbeth (Heirat 1910) war er 1911 Herausgeber der in Leipzig erschienenen Reform-Zeitschrift Gesundes Leben. Dort traf er sich auch mit dem wandernden Naturpropheten Gusto Gräser.
Im Februar 1912 brach er mit seiner Frau, seiner Schwägerin Minna Symanzick und drei weiteren (vegetarischen) Mitstreitern sowie einem Hund und einem Esel von Taucha (in der Nähe von Leipzig) zu einer Weltumwanderung auf. Diese „Forschungsreise“ sollte neben wissenschaftlichen Zwecken „dem Studium der Reformvereine, Vegetarierorganisationen, Guttemplerlogen, des Tierschutzwesens, der Lebensweise der größtenteils vegetarisch lebenden Völker und Religionen, besonders Asiens (Buddhismus, Parsentum, Jainismus usw.)“ dienen. Über Jena, Nürnberg, durch Österreich und die Schweiz ging die Wanderung zum Monte Verità bei Ascona, wo er Karl Gräser besuchte, dann weiter nach Italien. Auf Capri, wo er auf den Maler Karl Wilhelm Diefenbach traf, verlor er zwei seiner Mitwanderer, die sich dem einsamen Emigranten anschlossen. Über Sizilien, Ägypten, Syrien und Palästina ging es dann per Schiff nach Ceylon. Ankenbrand lebte dort mehrere Monate in einem buddhistischen Kloster. Mit seiner Frau wurde er 1918 als feindlicher Ausländer interniert und musste bis zum Ende des Ersten Weltkrieges in einem Lager bei Canberra verbleiben, bevor die Familie nach Stuttgart zurückkehren konnte.
Er arbeitete als Presseleiter des Deutschen Auslandsinstituts, als Chefredakteur der Stuttgarter Illustrierten und nach 1945 im Stadtarchiv Stuttgarts.
1947 gründete er zusammen mit Georg Krauskopf die „Buddhistische Gemeinde“, die der Theravada-Tradition anhing und sich dem Textstudium widmete. Die Gruppe trat der Deutschen Buddhistischen Union bei, löste sich jedoch 1960 auf.
Er erteilte fast 50 Jahre lang den Religionsunterricht und den Jugendweiheunterricht für die Freireligiöse Gemeinde Stuttgart und gab von 1949 bis 1950 die freireligiöse Zeitschrift Licht und Weg heraus.

## Werke
Bücher
- Tierschutz und moderne Weltanschauung (= Volksschriften zur Umwälzung der Geister. 59). Handels-Druck, Bamberg 1906.
- Darwins Leben und Lehre. Kurz und allgemein verständlich dargestellt. Beißwanger, Nürnberg 1907.
- Was muß man von unseren Einheimischen Stubenvögeln wissen? Meißner, Hamburg, o. J. (1908).
- Ludwig Lang und Ludwig Ankenbrand: Buddha und Buddhismus. Franckh, Stuttgart 1924.
- Unserer Vöglein Luft und Leid. Vogelschutzgedichte. Berliner Tierschutz-Verein, Berlin um 1930.
- Was muß man von den Ausländischen Stubenvögeln wissen? Ein Handbuch für Vogelfreunde. Meißner, Hamburg o. J (1931).
- Hermann Gradl (Text von Ludwig Ankenbrand): Der schöne deutsche Süden. Die Seele unserer Heimat in Bildern. Das Land der Franken, Bayern, Schwaben und Allemannen abseits der grossen Verkehrswege. Hädecke, Stuttgart 1936.
- Naturschutz und Naturschutz-Parke. Kupferschmid, München 1940.
- Freie Religion – Religiöse Freiheit. Freireligiöse Vorträge. Kulturaufbau, Stuttgart 1948.

Herausgeber
- Wilhelm Geiger, Wolfgang Bonn, Ludwig Ankenbrand (Hrsg.): Zeitschrift für Buddhismus. Schloss, München 1921.

Artikel
- Deutsche Buddhisten auf Ceylon. In: Die Loge. Eine Monatsschrift. 1914, H. 3 und 4.
- Vogelfütterung im Winter (= Flugblatt. Nr. 330). Deutscher Tierschutzwerbedienst, Berlin 1915.
- Nützliche Insekten und andere Kleintiere (= Flugblatt. Nr. 331). Deutscher Tierschutzwerbedienst, Berlin 1915.
- Nützliche, aber verkannte Nachttiere (= Flugblatt. Nr. 332). Deutscher Tierschutzwerbedienst, Berlin 1915.
- Nützliche, aber verkannte Kriechtiere und Lurche (= Flugblatt. Nr. 333). Deutscher Tierschutzwerbedienst, Berlin 1915.